# Franz Terraneo
Franz Terraneo (ur. 2 września 1953 w Wiedniu) – austriacki brydżysta, World Life Master w kategorii Open (WBF), European Grand Master i European Champion w kategorii Open (EBL).
Żoną Franza Terraneo jest brydżystka Sylvia Terraneo.

## Wyniki brydżowe

### Olimpiady
Na olimpiadach uzyskała następujące rezultaty:
| Olimpiady brydżowe. Zawody teamów | Olimpiady brydżowe. Zawody teamów | Olimpiady brydżowe. Zawody teamów | Olimpiady brydżowe. Zawody teamów | Olimpiady brydżowe. Zawody teamów | Olimpiady brydżowe. Zawody teamów |
| Rok                               | Miejsce                           | Zawody                            | Kategoria                         | Drużyna                           | Pozycja                           |
| --------------------------------- | --------------------------------- | --------------------------------- | --------------------------------- | --------------------------------- | --------------------------------- |
| 1996                              | Rodos                             | 10. Olimpiada Teamów              | Open                              | Austria                           | 17                                |
| 1992                              | Salsomaggiore                     | 9. Olimpiada Teamów               | Open                              | Austria                           | 9                                 |
| 1988                              | Wenecja                           | 8. Olimpiada Teamów               | Open                              | Austria                           | 2                                 |
| 1984                              | Seattle                           | 7. Olimpiada Teamów               | Open                              | Austria                           | 4                                 |
| 1976                              | Monte Carlo                       | 5. Olimpiada Teamów               | Open                              | Austria                           | 25                                |

### Zawody światowe
W światowych zawodach zdobyła następujące lokaty:
| Mistrzostwa Świata. Konkurencja teamów | Mistrzostwa Świata. Konkurencja teamów | Mistrzostwa Świata. Konkurencja teamów          | Mistrzostwa Świata. Konkurencja teamów | Mistrzostwa Świata. Konkurencja teamów | Mistrzostwa Świata. Konkurencja teamów |
| Rok                                    | Miejsce                                | Zawody                                          | Kategoria                              | Drużyna                                | Pozycja                                |
| -------------------------------------- | -------------------------------------- | ----------------------------------------------- | -------------------------------------- | -------------------------------------- | -------------------------------------- |
| 2012                                   | Lille                                  | 5. Otwarte Mistrzostwa Świata Teamów Mikstowych | Miksty                                 | Sigma                                  | 34                                     |
| 1985                                   | São Paulo                              | 27. Mistrzostwa Świata Teamów                   | Open                                   | Austria                                | 2                                      |

### Zawody europejskie
W europejskich zawodach zdobyła następujące lokaty:
| Zawody europejskie. Konkurencja teamów | Zawody europejskie. Konkurencja teamów | Zawody europejskie. Konkurencja teamów   | Zawody europejskie. Konkurencja teamów | Zawody europejskie. Konkurencja teamów | Zawody europejskie. Konkurencja teamów |
| Rok                                    | Miejsce                                | Zawody                                   | Kategoria                              | Drużyna                                | Pozycja                                |
| -------------------------------------- | -------------------------------------- | ---------------------------------------- | -------------------------------------- | -------------------------------------- | -------------------------------------- |
| 2014                                   | Abacja                                 | 52. Mistrzostwa Europy Teamów            | Seniorzy                               | Austria                                | 4                                      |
| 2013                                   | Ostenda                                | 6. Otwarte Mistrzostwa Europy            | Seniorzy                               | Hansen                                 | 2                                      |
| 2010                                   | Ostenda                                | 50. Mistrzostwa Europy Teamów            | Open                                   | Austria                                | 19                                     |
| 2005                                   | Teneryfa                               | 2. Otwarte Mistrzostwa Europy            | Open                                   | Terraneo                               | 65                                     |
| 1999                                   | Malta                                  | 44. Mistrzostwa Europy Teamów            | Open                                   | Austria                                | 13                                     |
| 1995                                   | Vilamoura                              | 42. Mistrzostwa Europy Teamów            | Open                                   | Austria                                | 9                                      |
| 1994                                   | Barcelona                              | 3. Mistrzostwa Europy Mikstów            | Miksty                                 | Terraneo                               | 39                                     |
| 1992                                   | Ostenda                                | 2. Mistrzostwa Europy Mikstów            | Miksty                                 | Rohan                                  | 8                                      |
| 1990                                   | Bordeaux                               | 1. Mistrzostwa Europy Mikstów            | Miksty                                 | Terraneo                               | 23                                     |
| 1989                                   | Turku                                  | 39. Mistrzostwa Europy Teamów            | Open                                   | Austria                                | 5                                      |
| 1987                                   | Brighton                               | 38. Mistrzostwa Europy Teamów            | Open                                   | Austria                                | 14                                     |
| 1985                                   | Salsomaggiore                          | 37. Mistrzostwa Europy Teamów            | Open                                   | Austria                                | 1                                      |
| 1978                                   | Stirling                               | 6. Młodzieżowe Mistrzostwa Europy Teamów | Juniorzy                               | Austria                                | 3                                      |

| Zawody europejskie. Konkurencja par | Zawody europejskie. Konkurencja par | Zawody europejskie. Konkurencja par | Zawody europejskie. Konkurencja par | Zawody europejskie. Konkurencja par | Zawody europejskie. Konkurencja par |
| Rok                                 | Miejsce                             | Zawody                              | Kategoria                           | Partner                             | Pozycja                             |
| ----------------------------------- | ----------------------------------- | ----------------------------------- | ----------------------------------- | ----------------------------------- | ----------------------------------- |
| 2005                                | Teneryfa                            | 2. Otwarte Mistrzostwa Europy       | Open                                | Christian Terreneo                  | 48                                  |
| 2000                                | Bellaria                            | 6. Mistrzostwa Europy Mikstów       | Mikst                               | Terry Weigkricht                    | 73                                  |
| 1998                                | Akwizgran                           | 5. Mistrzostwa Europy Mikstów       | Mikst                               | Terry Weigkricht                    | 4                                   |
| 1995                                | Rzym                                | 8. Mistrzostwa Europy Par           | Open                                | Kurt Feichtinger                    | 16                                  |
| 1994                                | Barcelona                           | 3. Mistrzostwa Europy Mikstów       | Miksty                              | Sylvia Terraneo                     | 8                                   |
| 1992                                | Ostenda                             | 2. Mistrzostwa Europy Mikstów       | Mikst                               | Sylvia Terraneo                     | 46                                  |
| 1991                                | Montecatini                         | 6. Mistrzostwa Europy Par           | Open                                | Heinrich Berger                     | 106                                 |
| 1990                                | Bordeaux                            | 1. Mistrzostwa Europy Mikstów       | Mikst                               | Sylvia Terraneo                     | 22                                  |
| 1989                                | Salsomaggiore                       | 5. Mistrzostwa Europy Par           | Open                                | Alfred Kadlec                       | 89                                  |
| 1987                                | Paryż                               | 4. Mistrzostwa Europy Par           | Open                                | Jan Fucik                           | 88                                  |
| 1985                                | Monte Carlo                         | 3. Mistrzostwa Europy Par           | Open                                | Jan Fucik                           | 2                                   |

## Klasyfikacja
- Franz Terraneo – klasyfikacja WBF (ang.)
- Franz Terraneo – klasyfikacja EBL (ang.)